# Baron Clermont
Wicehrabiowie Clermont 1. kreacji (parostwo Wielkiej Brytanii)
- 1776–1806: William Henry Fortescue, 1. wicehrabia Clermont, od 1777 r. także 1. hrabia Clermont
- 1806–1829: William Charles Fortescue, 2. wicehrabia Clermont

Baronowie Clermont 1. kreacji (parostwo Zjednoczonego Królestwa)
- 1852–1887: Thomas Fortescue, 1. baron Clermont
- 1887–1898: Chichester Samuel Parkinson-Fortescue, 2. baron Clermont, od 1874 r. 1. baron Carlingford